# Durrës (district)
Durrës (Albanees: Rrethi i Durrësit) is een van de 36 districten van Albanië. Het heeft 182.000 inwoners (in 2004) en een oppervlakte van 445 km². Het district ligt in het westen van het land in de prefectuur Durrës. De hoofdstad is de stad Durrës.

## Gemeenten
Durrës telt 10 gemeenten, waarvan vier steden.
- Durrës (stad)
- Gjepalaj
- Ishëm
- Katund i Ri
- Maminas
- Manëz (stad)
- Rrashbull
- Shijak (stad)
- Sukth (stad)
- Xhafzotaj

## Bevolking
In de periode 1995-2001 had het district een vruchtbaarheidscijfer van 2,28 kinderen per vrouw, hetgeen lager was dan het nationale gemiddelde van 2,47 kinderen per vrouw.
Berat · Bulqizë · Delvinë · Devoll · Dibër · Durrës · Ëlbasan · Fier · Gjirokastër · Gramsh · Has · Kavajë · Kolonjë · Korçë · Krujë · Kuçovë · Kukës · Kurbin · Lezhë · Librazhd · Lushnjë · Malësi e Madhe · Mallakastër · Mat · Mirditë · Peqin · Përmet · Pogradec · Pukë · Sarandë · Skrapar · Shkodër · Tepelenë · Tirana · Tropojë · Vlorë